# Улица Маза Клияну
Улица Ма́за Кли́яну (латыш. Mazā Klijānu iela, от латыш. klijāns — канюк, сарыч) — улица в Риге, в Видземском предместье, в микрорайоне Браса. Начинается от улицы Бривибас у Воздушного моста, проходит в северо-западном направлении, переходя в пешеходную дорожку по территории Большого кладбища. Соединена проездом с улицей Клияну; с другими улицами не пересекается.
Длина улицы — 135 метров. На всём протяжении имеет асфальтовое покрытие. Движение по улице одностороннее (в сторону улицы Бривибас). Общественный транспорт по улице не курсирует.

## История
Впервые на планах города Риги улица встречается в 1903-1908 годах под названием Соколиный переулок (нем. Kleine Falkenstrasse, латыш. Mazā Vanagu iela). С 1921 года носит современное название, которое в дальнейшем уже не изменялось.